# Субвокализация
Субвокализа́ция — это мысленное проговаривание текста при чтении про себя, позволяющее читателю вообразить звучание слов как при чтении вслух. Это естественный процесс при чтении, помогающий читателю распознавать слова по их звучанию, и тем самым уменьшить когнитивную нагрузку. Также это помогает лучше понять и запомнить прочитанное. Субвокализация вызывает непроизвольные микродвижения мышц, связанных с говорением, хотя в большинстве случаев эти микродвижения можно обнаружить только при помощи аппаратуры.

## Связь с быстрым чтением
Эксперты быстрого чтения утверждают, что субвокализация представляет собой ненужное звено звукового распознавания при чтении, тем самым замедляя скорость восприятия текста. Курсы быстрого чтения почти всегда проводят занятия для устранения субвокализации при чтении. Учителя обычного чтения также зачастую применяют коррекционные методики, но только когда ребёнок субвокализирует до такой степени, что становятся видны движения губ, челюсти или горла.
Не существует доказательств, что нормальная ненаблюдаемая субвокализация негативно влияет на процесс чтения. При заучивании текста и чтении для глубокого понимания субвокализацию легко обнаружить даже самому читателю. При более быстрых темпах чтения (скорочтение, беглый просмотр текста) субвокализацию обнаружить сложнее. Для компетентного читателя субвокализация даже при беглом просмотре является нормой (до некоторой степени).
Может быть, не получится полностью и навсегда устранить субвокализацию, потому что люди учатся читать, связывая слова со звуками их произношения. Звуковые ассоциации слова отпечатываются на уровне нервной системы; даже у глухих людей слово будет связано с механизмом, воспроизводящим звук, или знаком в языке жестов. Субвокализация является неотъемлемой частью чтения и понимания слова. Исследования микродвижений мышц показывают, что её невозможно безвозвратно устранить. Попытка остановить её потенциально вредна для понимания, обучения и запоминания. При чтении до 300 слов в минуту субвокализация вполне может использоваться для улучшения понимания.

### Подавление субвокализации
Для подавления субвокализации применяется целый ряд методик, в основном направленных на отвлечение внимания во время чтения. Например, человеку предлагается во время чтения произносить про себя или даже вслух какие-либо фразы, простые стишки, поговорки, скороговорки, считать до 20, напевать мотив песенки как «ля-ля-ля», отстукивать пальцами на столе ритмические фигуры и т. п. Отвлечение внимания должно быть достаточным для подавления субвокализации. Когда в процессе тренировки действие перестанет отвлекать внимание в достаточной степени, его нужно усложнить — например, взять более замысловатые скороговорки, более длинные стихи. По мере того как человек учится понимать текст с отвлекающим внимание действием и без субвокализации, скорость его чтения увеличивается.

## Обнаружение датчиками
Субвокализация предполагает фактические движения языка и голосовых связок, которые могут быть обнаружены электромагнитными датчиками в ходе электромиографии. С 1999 года НАСА в рамках своей программы «Extension of the Human Senses» (рус. «Расширение человеческих чувств») работает над системой субвокальной регистрации (англ. Subvocal recognition, SVR), которая уже может интерпретировать ограниченное число английских слов, используя нервные сигналы, собранные датчиками, установленными на горле. Главный научный сотрудник по нейроинженерии в исследовательском центре Эймса (НАСА) доктор Чак Йоргенсен предположил, что субвокализация имеет перспективы в применении для спасателей, сил безопасности, людей с речевыми проблемами и даже может найти своё место в общении человека с компьютерными системами и в компьютерных играх.